# Hameau
Pour les articles homonymes, voir écart.
Pour l’article ayant un titre homophone, voir Amo.
Pour les articles homonymes, voir Hameau (homonymie).

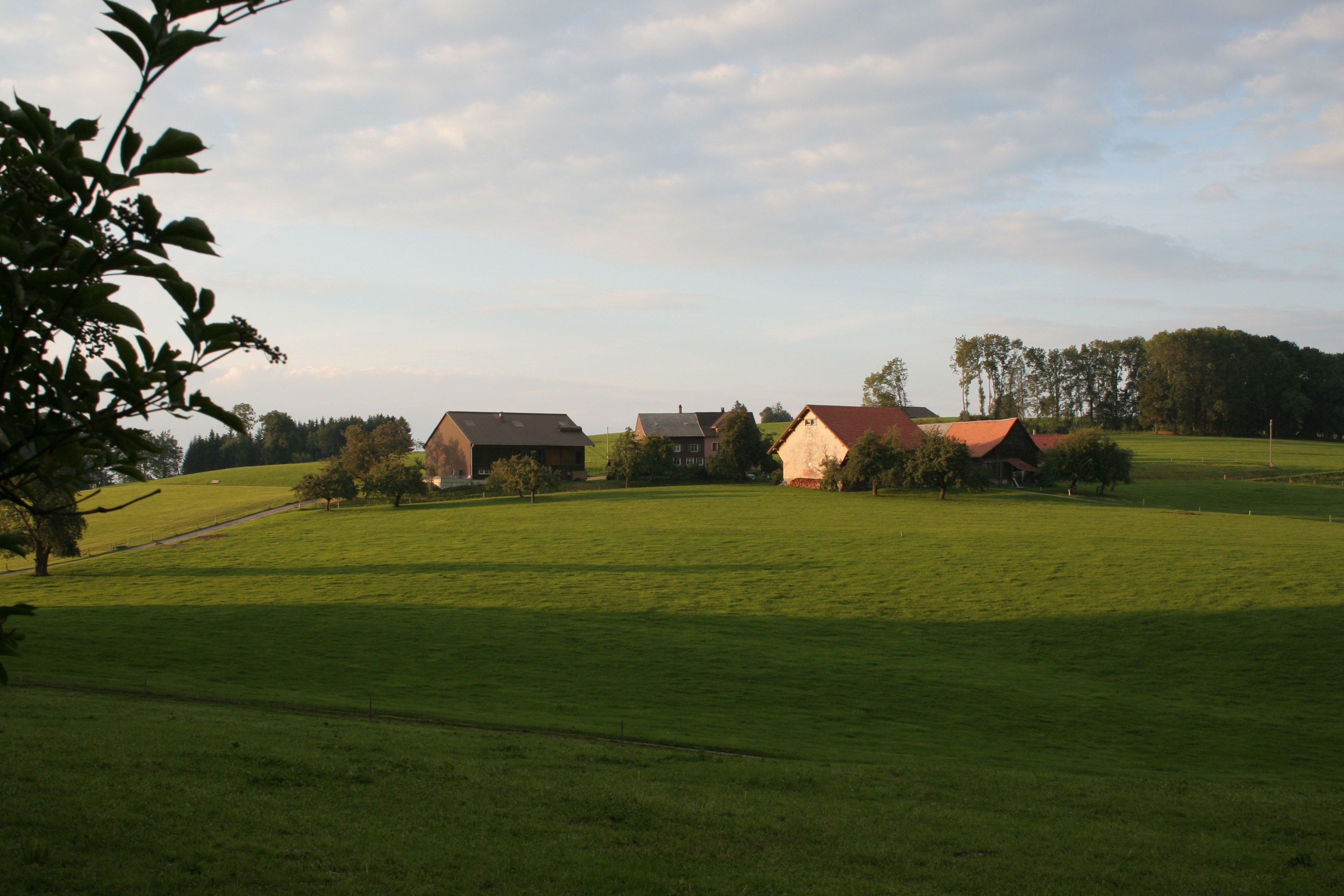
Le hameau d'Oberwil à Waldkirch (Suisse).

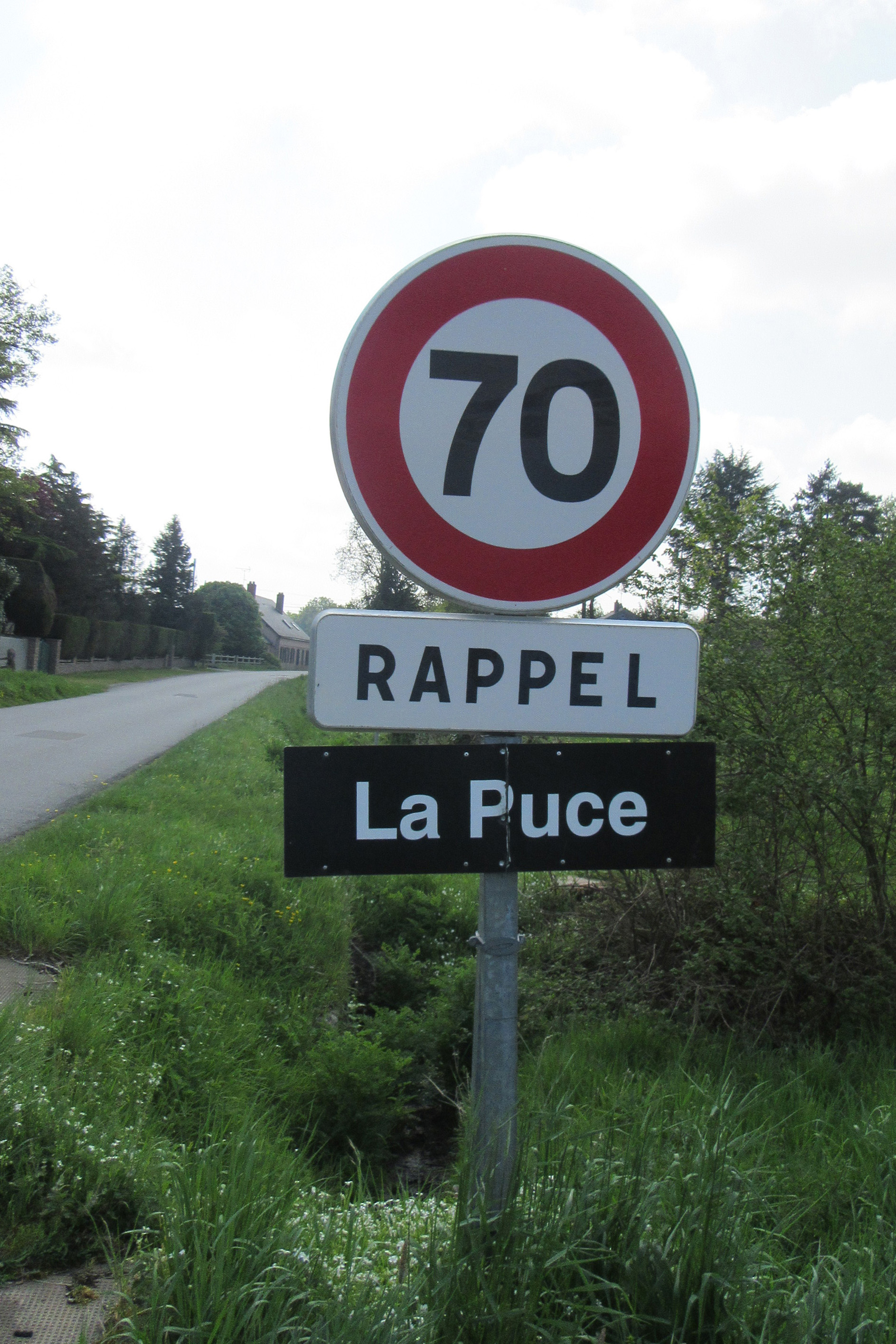
Le hameau de La Puce à Craon (France).

Un hameau, ou un écart, est un groupe d’habitations en milieu rural, généralement trop petit pour être considéré comme un village. L’élément fondateur est très souvent une ferme.

## Étymologie
Le terme hameau est issu du pluriel des noms en -el : hamel, hameaux en ancien français diminutif de ham « petit village » dans les dialectes d'oïl septentrionaux. Le h est aspiré.
Ce terme est d'origine germanique ; il est issu du vieux-francique *haim « domaine, foyer » (cf. l'allemand Heim) et / ou de l'anglo-saxon hām « domaine, groupe d'habitations » en Normandie (cf. l'anglais home issu de hām, ainsi que les noms de lieux britanniques en -ham), d'où la spécialisation au sens de « hameau » en face de « bourg communal » plus précoce dans cette province. On le trouve dans la toponymie des régions du nord de la France sous les formes -ham, Ham, Le Ham, Hamel, Hamelet, -hem, Hem (Normandie, Nord-Pas-de-Calais, Picardie  et Lorraine essentiellement).

## Particularités régionales

### Canada
Certaines municipalités, généralement plus petites qu'un village, peuvent être désignées comme un hameau (en anglais : hamlet, d'origine anglo-normande hamelet). Il y a quelques exceptions, comme Sherwood Park, en Alberta, ayant plus de 50 000 habitants, bien au-delà de ce qui est nécessaire pour devenir une cité, mais qui a tout de même gardé son statut. Fort McMurray était une cité mais a été annexé à Wood Buffalo, faisant d'elle un hameau.
Le mot hameau peut être remplacé par lieu-dit ou petite communauté ou d'autres variantes. Certaines municipalités contenant de nombreux hameaux parfois importants, il n'est pas rare de voir ces derniers appelés villages.

### France
Le XVIIIe siècle voit se multiplier, dans les jardins, la mode des hameaux d'agrément qui, tout en adoptant une apparence rustique, n'étaient en fait que des « fabriques » (éléments d'architecture implantés dans le décor végétal d'un jardin), comme le Hameau de Chantilly à Chantilly, ou le hameau de la Reine à Versailles.
On peut également l'appeler un écart ou un lieu-dit, mais aussi un îlet à La Réunion. Un hameau ressemble à la désignation qu'en est fait ci-après par La Confédération suisse, avec la particularité que chaque propriétaire de parcelle privative située dans le hameau est propriétaire d'une part indivi de patec. On distingue la définition d'un écart de celle d'un hameau par sa possibilité de n'être constitué que d'une seule habitation. C'est une  « habitation écartée » par rapport au bourg de la commune, alors que le hameau est une micro-agglomération d'habitations,.
Dans certaines régions françaises, occitanophones notamment comme le Limousin, le terme hameau est impropre historiquement. On lui préfère initialement le terme de « village », même si la francisation tend à imposer de plus en plus le nom hameau dans les usages. Le village limousin désigne tout peuplement en écart, même de quelques maisons, et s'oppose au bourg, chef-lieu de la commune. En 2005, des historiens résument ainsi ce paradigme limousin : « L'historien étranger au Limousin doit faire sienne la formule de ses collègues : « en Limousin, le "village" des habitants est le "hameau" des administrateurs et le "village" des administrateurs est le "bourg" des habitants ».

#### Hameaux sur plusieurs communes
En France, certains hameaux se retrouvent divisés entre plusieurs communes, souvent résultat d'une expansion de ceux-ci. Des complications administratives peuvent alors apparaître : notamment, une gestion inefficace de services municipaux contraints de s'investir auprès de tous les habitants sur la totalité du territoire communal, comprenant ainsi la partie du hameau concernée.
Pour remédier à ces problèmes de cohérence, des limites communales sont réarrangées. En 2019, le hameau du Lamberdais à cheval sur les communes de Mouais (Loire-Atlantique) et de Grand-Fougeray (Ille-et-Vilaine) est entièrement intégré dans cette dernière qui cède plusieurs hectares de terre à la première en retour,.
On retrouve d'autres exemples :
- Beulle (Yvelines), entre Maule et Bazemont ;
- Grange l'Évêque (Aube), entre Macey et Saint-Lyé[10]. Une enquête publique a été lancée du 27 décembre 2016 au 13 janvier 2017 afin de déterminer la possibilité d'un rattachement de la partie de Macey à la commune de Saint-Lyé[11],[12] ;
- Maumont (ou Maulmont) (Yonne), entre Toucy et Merry-la-Vallée, à proximité de Dracy[13] ;
- Champroux (Yonne), entre Toucy et Dracy ;
- La Valbonne (Ain), partagé entre Balan et Béligneux.
- Lesponne (Hautes-Pyrénées), hameau partagé entre Bagnères-de-Bigorre et Beaudéan.

### Indonésie
En Indonésie, pays multilingue, le hameau porte un nom local reconnu par l'administration et par la loi. Le cas le plus connu à l'étranger est celui du banjar balinais. À Java, on parle de dukuh ou de dusun. Le mot indonésien est kampung (bien que celui-ci puisse parfois désigner le village ou desa). Il n'est pas rare que le hameau soit une unité coutumière. On parle alors de kampung adat ou « village coutumier ».

### Italie
Dans la région autonome et bilingue italien-français de la Vallée d'Aoste, le hameau (it., "frazione") définit la subdivision d'une commune. Le hameau se différencie de la "localité" (it., "località") et du "lieu-dit" (en it. aussi, "frazione") en raison de ses dimensions, et de sa présence historiquement reconnue comme endroit habité.

### Espagne
En Espagne, tout groupe de moins de dix habitations situé à plus de deux-cent mètres d'un noyau de population (c'est-à-dire un groupement de plus de dix habitations) est considéré comme étant « en disséminé » (es., « en diseminado ») et pris en compte spécifiquement du point de vue statistique. Ces disséminés peuvent avoir ou non une dénomination toponymique.

#### Galice
Dans la communauté autonome de Galice, le hameau (galicien, "aldea") définit la seconde subdivision d'un "concello" (municipalité) après la  "parroquia" (paroisse).

### Russie
Dans la langue russe, il y a plusieurs mots qui signifient « hameau », mais tous sont à peu près égaux. Le mot le plus courant est деревня (derevnia , le mot signifiait "terre arable" dans le passé); les mots село ( selo , du mot russe селиться ( selit'tsa ), signifiant "village") et посёлок (possiolok) sont également assez fréquemment utilisés. Parallèlement à de nombreuses autres cultures, une distinction était souvent que selo a une église alors que derevnia n'en a pas.
Le mot russe autrefois courant хутор (khoutor) désignant le plus petit type d'établissement rural (sans doute le plus proche par nature du hameau français) est maintenant pour la plupart obsolète. L'URSS voulait avoir une certaine forme d'infrastructure de base et d'autorité centrale dans chaque colonie. C'est le contraire d'un hameau - un endroit sans ni l'un ni l'autre car trop petit pour les soutenir de manière significative[pas clair]. Même sans pression de l'État, une fois que l'un des khoutor voisins a obtenu un magasin permanent, une école, un centre communautaire (connu en Russie sous le nom de дом культуры, « maison de la culture »), peut-être un poste médical, de la population est venue, formant alors un village.
Ainsi, la forme dimunitive деревенька (derevenka , minuscule derevnia ) est largement utilisée, bien que non officielle, pour désigner de telles colonies, qui possèdent pour la plupart les commodités d'un village mais la taille d'un hameau.

### Suisse
En Suisse, un hameau est plus petit qu'un village et appartient à une commune sans en être une directement. Ce qui n'est pas le cas de la ville ou du village qui peut ou non être également une commune. Un hameau est donc un ensemble d'habitations qui au contraire du village est trop petit pour pouvoir être divisé en quartiers.
Une commune est donc au minimum un village mais peut également en comporter plusieurs ainsi qu'un ou des hameaux.

## Hameaux en municipalités indépendantes
Certains hameaux peuvent être séparés d'une commune comme en Belgique le village de Goutroux a été un ancien hameau du village de Landelies, est devenu une municipalité indépendante en 1896 pendant 80 ans et a été fusionné avec d'autres localités dans la ville de Charleroi en 1977 lors d'une loi de la fusion des communes.